# The Destructors
The Destructors est un groupe de punk rock britannique, formé à Peterborough, en Angleterre en 1977,,,,.
Ils ont été actifs de 1977 à 1979, puis de 1980 jusqu'à 1984. Ils se sont reformé sous le nom de Destructors 666 en 2006, avant de redevenir The Destructors en 2009.
Le style musical du groupe oscille entre punk et garage.

## Historique

### Première époque
Le groupe a été formé par les anciens membres de 6ck 6ck 6ck, Allen Adams (chant), Phil Atterson (guitare), et Dip (Paul Wicks) (basse) et divers batteurs dont Steve Rolls et Dave Colton. Plus tard, le groupe original a été complété par une formation variée comprenant Andy Butler (batterie) et Andrew Jackson (guitare). Butler et Jackson ont quitté le groupe en 1978 pour fonder un nouveau groupe appelé The Blanks. Certaines des chansons de Jackson ont été utilisées dans les enregistrements ultérieurs des Destructors. Un EP 3 titres des Blanks contient la chanson "Northern Ripper" dont Allen Adams a écrit les paroles. En 1980, le nom des Destructors a été ressuscité par Adams avec un nouveau line-up composé de Neil Singleton (chant), Andy McDonald (batterie), Dave Ivermee (guitare rythmique), Allen Adams (basse) et plus tard Graham « Gizz » Butt (guitare solo, anciennement de The System, entre autres groupes) avant leur première sortie, l'EP Senseless Violence de 1982. Butt s'est chargé d'écrire environ la moitié de la musique du groupe, Adams écrivant les paroles. Singleton se souvient des chansons : "Elles pouvaient être très compliquées et difficiles à mémoriser. Il semblait aussi faire une fixation sur les tueurs en série". Une série d'EP et de deux albums ont suivi avant le dernier album de 1984 , Bomb Hanoi, Bomb Saigon, Bomb Disneyland .

### Séparation
Le groupe s'est séparé peu après Bomb Hanoi, leurs disques n'ayant jamais été à la hauteur de leurs concerts, et les membres du groupe s'étant brouillés. Selon Singleton : "Je ne pense pas que nous ayons jamais fait un très bon disque ! Ils n'ont jamais été à la hauteur de nos concerts ; nous étions tellement meilleurs sur scène". À propos des frictions au sein du groupe, Butt a déclaré : « Neil ne pouvait pas s'entendre avec Alan, et moi et Dave ne voulions plus d'Andy à la batterie. Nous n'étions pas contents qu'Alan organise tout et néglige son rôle de bassiste. ". Adams forme immédiatement un nouveau groupe, Five Go Mad In Europe, et ressuscite le nom du groupe sous le nom de Destructors V en 1984. Singleton a continué à affronter Trench Fever. Butt a ensuite formé The Desecrators, a rejoint English Dogs, puis a formé Janus Stark puis The More I See, jouant également de la guitare avec The Prodigy.

### Reformation
Le nom du groupe a été ressuscité à nouveau en 2006 sous le nom de Destructors 666, avec les anciens membres Adams, Dave Colton et Steve Rolls, ex de The Now, rejoints par les nouveaux membres Steve Crosby et Lee Reynolds. Steve Crosby est sorti du studio un soir et on n'a plus jamais entendu parler de lui. Lee Reynolds a quitté le groupe en raison d'engagements d'enregistrement avec The 925's. Crosby et Reynolds ont été remplacés par Ian Stapleton (basse) et Rob Baylis (batterie). En 2009, le groupe revient au nom original de The Destructors.
Allen « The Kid » Adams est décédé le 12 novembre 2019.

## Discographie

### Albums
- 1982 : Exercise The Demons of Youth (Illuminated)
- 1983 : Armageddon In Action (live) (Radical Change)
- 1983 : Merry Christmas and Fuck Off (Death Records)
- 1984 : Bomb Saigon, Bomb Hanoi, Bomb Disneyland (Carnage Benelux)

### EP
- 1982 : Senseless Violence (Paperback)
- 1982 : Religion... There Is No Religion (Carnage Benelux)
- 1982 : Jailbait (Illuminated)
- 1983 : Forces Of Law EP (Illuminated)
- 1983 : Cry Havoc and Unleash The Dogs (Criminal Damage)
- 1983 : Wild Thing (Illuminated Records)
- 1983 : Electronic Church (gratuit avec "Trees and Flowers" magazine)
- 1984 : TV Eye (Criminal Damage)

## Vidéos
Un documentaire de 12 minutes est réalisé en 1983 : THE DESTRUCTORS, Réalisé par Charles Joy 